# Picoazá
Picoazá ist eine Parroquia urbana („städtisches Kirchspiel“) im Kanton Portoviejo in der ecuadorianischen Provinz Manabí. Die Kommune liegt im Bereich präkolumbischer Siedlungen und erregte 1967 im Zuge einer politischen Wahl weltweites Aufsehen. Picoazá hat heute 20.000 Einwohner.

## Beschreibung
Picoazá liegt auf 40 m Höhe am Río Portoviejo rund 5 km nordwestlich vom Zentrum der gleichnamigen Provinzhauptstadt. Die Pazifikküste mit der Bahia de Jaramijó liegt etwa 16 km entfernt. Dieser Teil der Provinz Manabí ist für seine Küche und seine Korallenbäume der Art Erythrina crista-galli bekannt, die in der Region einzigartig sind. Picoazá selbst ist ein geschäftliches Subzentrum und vertreibt Landwirtschaftsprodukte und andere Konsumgüter. Die Wasserversorgung gestaltet sich mitunter als problematisch und gilt als wenig zuverlässig. Die US-Non-Profit-Organisation Hands for Humanity bescheinigte dem Trinkwasser der Gemeinde 2008 einen unsicheren Zustand und legte eine Untersuchung des sedimentreichen Flusswassers nahe.

## Geschichte

Erwähnung auf einer historischen Seekarte aus dem Jahr 1685

Archäologische Funde aus dem Jahr 2008 legen nahe, dass es sich beim Gebiet von Picoazá um präkolumbisches Siedlungsgebiet handelt. 1907 erkundete die zweite archäologische Expedition von Marshall Howard Saville die Höhlen rund um Picoazá und insbesondere die 5 km von der Stadt entfernten Siedlungen Cerro Jaboncilla und Cerro de Hojas. Dabei konnten einige bedeutende Artefakte sichergestellt werden. Frühe koloniale Quellen weisen darauf hin, dass Picoazá einst Chiefdom der Manteño-Guancavilca-Kultur war und Massen charakteristischer Manteño-Keramik sowie großer Steinfundamente enthielt. Es war in vier Siedlungen mit einem Lehnsherrn in der Hauptsiedlung aufgeteilt. Zwischenzeitlich Teil eines Steinbruchs, wurde die archäologische Stätte 2009 zum nationalen Kulturerbe erklärt. 2017 eröffnete in Hojas Jaboncillo ein Museum, das sich der präkolumbischen Bevölkerung widmet.
Die Stadt Portoviejo, zu der Picoazá heute gehört, wurde am 12. März 1535 durch den Konquistadoren Francisco Pacheco gegründet. 1838 wurde Picoazá mit der Gründung der Diözese Guayaquil eine eigenständige Gemeinde und die Stadt erstmals in einer Bulle genannt. 1880 stellten 2000 Bürger einen Antrag auf ein eigenes Kurat und die Pfarre spaltete sich von jener in Portoviejo ab. 1884 waren die Bewohner Picoazás unter General Eloy Alfaro an Kämpfen gegen Regierungstruppen beteiligt.

## Politik
In die internationalen Schlagzeilen geriet Picoazá infolge der landesweiten Kommunalwahlen im Juli 1967. Ein Unternehmen führte im Rahmen einer Kampagne eine Reihe von Werbeeinschaltungen für ein Fußpuder namens Pulvapies durch. Einer der Slogans lautete „Wählen Sie einen Kandidaten, aber wenn Sie Wohlgefühl und Hygiene wollen, dann wählen Sie Pulvapies“. Eine vornehm gekleidete Kunstfigur mit einem Fuß als Kopf warb mit dem Spruch „Zum Bürgermeister: Der ehrenwerte Pulvapies“. Obwohl kein offizieller Kandidat, ging Pulvapies überraschend als Sieger aus der Wahl hervor.
United Press International relativierte später, Meldungen, wonach das Fußpuder zum Bürgermeister der 4000 Einwohner zählenden Stadt gewählt worden sei, seien unwahr. Gewählt worden seien Gemeinderäte und nicht der Bürgermeister. Das Problem sei durch das landesweite Verteilen von Flugblättern entstanden, die genauso wie die offiziellen Stimmzettel ausgesehen hätten. Schätzungsweise 10.000 davon hätten ihren Weg in die Wahlurnen gefunden, vor allem in Quito und Guayaquil. Nachdem politische Mitbewerber Beschwerden eingereicht hatten, wurden die falschen Stimmzettel schließlich für ungültig erklärt.